# Jonathan Alonso
Jonathan Alonso Flete, también conocido como Jonathan «Maravilla» Alonso (Jamao Al Norte, 6 de septiembre de 1990), es un boxeador profesional y actor dominicano nacionalizado español. Compitió en los Juegos Olímpicos de Londres 2012 en la categoría de peso wélter ligero masculino, pero fue derrotado en la primera ronda.

## Biografía
Nacido en Jamao Al Norte (República Dominicana) en 1990, se trasladó a Gijón, Asturias (España) a muy corta edad. En sus primeros años, jugaba al fútbol, al tenis y al baloncesto, incluso llegó a entrar en un equipo de atletismo. En su adolescencia, asistía asiduamente al gimnasio Asturbox, en La Calzada, Gijón. Allá comenzó a boxear de la mano de Oliver Sanchez el cual le forjó y de su mano  logró ser campeón de Asturias y de España. Más adelante, ingresó en un centro de alto rendimiento de Madrid, desde el cual accedió al equipo nacional de boxeo.

### Juegos Olímpicos de 2012 y experiencia profesional en boxeo
En 2012, participó en el equipo nacional español de boxeo en los Juegos Olímpicos de Londres. Después de su experiencia olímpica, participó en su último combate amateur en Gijón en 2014 debido a que fichó en Nueva York por una promotora estadounidense. De este modo, se convirtió en el primer boxeador español en pelear en el Barclays Center de Brooklyn (Nueva York), la tercera arena más importante de este deporte después del Madison Square Garden de la misma ciudad o el MGM Grand Las Vegas. A día de hoy ha viajado por más de 30 países boxeando, ha vencido en el Campeonato de España de peso ligero y mantiene un palmarés 22-2-0 (22 combates 2 derrotas 0 empates).

### Carrera interpretativa
En 2015 debutó en el cine con un papel principal en la película El rey de La Habana de Agustí Villaronga, interpretando a Cheo. Ese mismo año realizó un cameo en la película india Dil Dhadakne Do. En 2018 debutó en televisión con la serie Gigantes de MovistarPlus+, donde interpretó a Vargas. En 2021 fichó por Netflix para protagonizar a serie Bienvenidos a Edén, junto a Belinda, Ana Mena o Amaia Salamanca.

## Palmarés
| No. | Resultado | Balance | Rival                     | Tipo | Asalto | Fecha      | Localidad                                                      | Notas                                                        |
| --- | --------- | ------- | ------------------------- | ---- | ------ | ---------- | -------------------------------------------------------------- | ------------------------------------------------------------ |
| 69  | Victoria  | 22–2-0  | José Ángel Rosales Romero | UD   | 8      | 2022-10-21 | Palacio de los Deportes, Oviedo, España                        |                                                              |
| 23  | Derrota   | 21–2-0  | Luis enrique romero       | PTS  | 8      | 2022-03-11 | Palacio de los Deportes, Oviedo, España                        |                                                              |
| 29  | Victoria  | 21–1-0  | Mohammed El Marcouchi     | UD   | 8      | 2021-12-03 | Bilbao Arena, Bilbao, España                                   |                                                              |
| 21  | Victoria  | 20–1-0  | David Bency               | UD   | 6      | 2021-07-18 | Polideportivo Magarinos, Madrid, España                        |                                                              |
| 20  | Victoria  | 19–1-0  | Samuel Gonzalez           | UD   | 10     | 2019-12-12 | Pabellón de la Vall d'Hebron, Barcelona, España                |                                                              |
| 19  | Derrota   | 18–1-0  | Alberto Puello            | UD   | 12     | 2019-07-27 | Coliseo Carlos 'Teo' Cruz, Santo Domingo, República Dominicana | Por el título interino mundial de peso superligero de la AMB |
| 18  | Victoria  | 18–0-0  | Ruben García              | TKO  | 7 (10) | 2019-02-15 | Palacio de los Deportes, Oviedo, España                        | Mantiene el título de peso superligero de España             |
| 17  | Victoria  | 17–0-0  | Ignacio Mendoza           | UD   | 10     | 2018-10-01 | Nuevo Teatro Alcalá, Madrid, España                            | Gana el título de peso superligero de España                 |
| 16  | Victoria  | 16–0-0  | Giorgi Gviniashvili       | TKO  | 7 (8)  | 2018-06-30 | Inefc, Barcelona, España                                       |                                                              |
| 15  | Victoria  | 15–0-0  | Sylvain Chapelle          | UD   | 8      | 2018-06-02 | Expocoruna, La Coruña, España                                  |                                                              |
| 14  | Victoria  | 14–0-0  | Rubén Rodríguez           | UD   | 8      | 2018-03-10 | Hotel Novotel Madrid Center, Madrid, España                    |                                                              |
| 13  | Victoria  | 13–0-0  | Elvin Perez               | KO   | 1 (8)  | 2017-12-16 | Plaza de Toros La Cubierta, Leganés, España                    |                                                              |
| 12  | Victoria  | 12–0-0  | Brayner Vazquez           | UD   | 8      | 2017-02-24 | Maunoloa Night Club y Casino, Santo Domingo                    |                                                              |
| 11  | Victoria  | 11–0-0  | Jherson Perez             | UD   | 8      | 2016-09-16 | Hotel Jaragua, Santo Domingo                                   |                                                              |
| 10  | Victoria  | 10–0-0  | Brian Jones               | UD   | 6      | 2016-06-25 | Barclays Center, Brooklyn                                      |                                                              |
| 9   | Victoria  | 9–0-0   | Koba Karkashadze          | PTS  | 6      | 2016-05-20 | Palacio de los Deportes, Gijón, España                         |                                                              |
| 8   | Victoria  | 8–0-0   | Ricardo Maldonado         | UD   | 6      | 2016-02-17 | BB King Blues Club & Grill, Nueva York                         |                                                              |
| 7   | Victoria  | 7–0-0   | Koba Karkashadze          | PTS  | 6      | 2015-11-06 | Palacio de los Deportes, Gijón, España                         |                                                              |
| 6   | Victoria  | 6–0-0   | Ken Alvarez               | UD   | 6      | 2015-05-30 | Resorts World Casino, Queens                                   |                                                              |
| 5   | Victoria  | 5–0-0   | Jose L Guzman             | RTD  | 2 (6)  | 2015-05-08 | Hilton Westchester, Rye Brook                                  |                                                              |
| 4   | Victoria  | 4–0-0   | Andrei Teixeira           | KO   | 1 (4)  | 2015-03-20 | Gijón, España                                                  |                                                              |
| 3   | Victoria  | 3–0-0   | Vladimir Cortez           | KO   | 1 (4)  | 2015-03-06 | Pabellón Jorge Garbajosa, Torrejón de Ardoz, España            |                                                              |
| 2   | Victoria  | 2–0-0   | Nugzar Margvelashvili     | PTS  | 4      | 2014-11-28 | Palacio de los Deportes, Gijón, España                         |                                                              |
| 1   | Victoria  | 1–0-0   | Jose Gómez                | TKO  | 3 (4)  | 2014-08-13 | BB King Blues Club & Grill, Nueva York                         | Debut profesional                                            |

## Filmografía

### Cine
| Año  | Título              | Rol           | Director          |
| ---- | ------------------- | ------------- | ----------------- |
| 2015 | El rey de La Habana | Cheo          | Agustí Villaronga |
| 2015 | Dil Dhadakne Do     | Staff Manager | Zoya Akhtar       |
| 2024 | V de Víctor         | El Toro       | Frank Ariza       |

### Televisión
| Año         | Título             | Rol    | Notas        |
| ----------- | ------------------ | ------ | ------------ |
| 2018 – 2019 | Gigantes           | Vargas | 4 episodios  |
| 2022 – 2023 | Bienvenidos a Edén | Saúl   | 12 episodios |